# Martin O’Neill, Baron O’Neill of Clackmannan

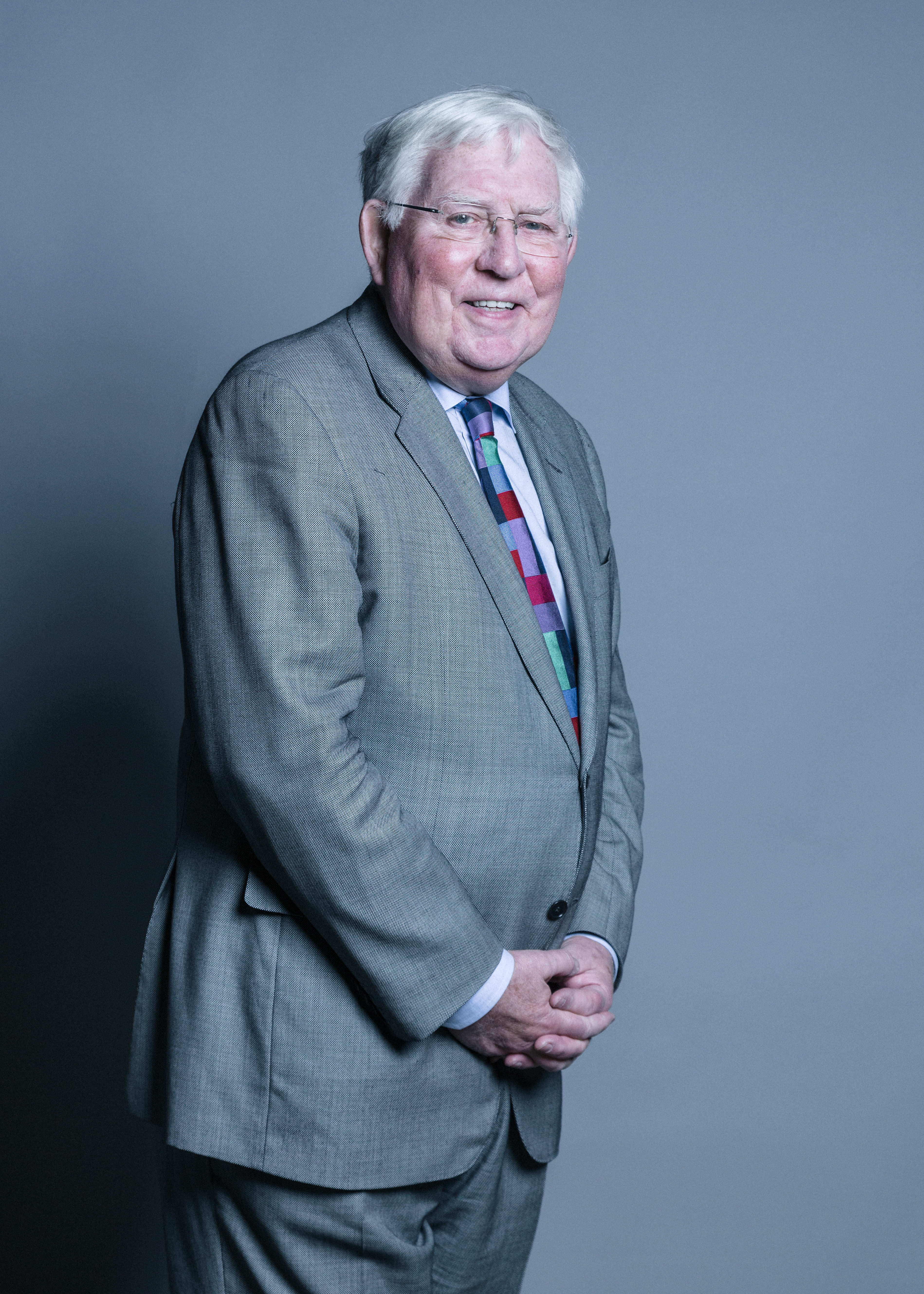
Martin O’Neill, Baron O’Neill of Clackmannan

Martin John O’Neill, Baron O’Neill of Clackmannan (* 6. Januar 1945 in Edinburgh; † 26. August 2020 ebenda) war ein britischer Politiker der Labour Party, der 26 Jahre lang Abgeordneter des House of Commons und seit 2005 als Life Peer Mitglied des House of Lords war.

## Leben
Nach dem Schulbesuch war O’Neill zunächst Mitarbeiter einer Versicherung, später Prüfassistent im Amt des schottischen Amtes für Grundsteuern (Scottish Estate Duty Office), ehe er Lehrer an einer Sekundarschule sowie Tutor an The Open University war.
Bereits während dieser Zeit kandidierte er bei den Unterhauswahlen am 10. Oktober 1974 für die Labour Party im Wahlkreis Edinburgh North erstmals für ein Mandat im Unterhaus, erlitt aber eine Niederlage und verpasste somit den Einzug ins House of Commons. Bei den Unterhauswahlen am 3. Mai 1979 wurde er dann erstmals als Abgeordneter in das House of Commons gewählt und vertrat dort zunächst den Wahlkreis Stirlingshire East and Clackmannan, danach seit der Unterhauswahl am 9. Juni 1983 den Wahlkreis Clackmannan sowie zuletzt seit der Wahl vom 1. Mai 1997 den Wahlkreis Ochil. Bei den Unterhauswahlen am 5. Mai 2005 verzichtete er schließlich auf eine erneute Kandidatur und schied nach mehr als 26 Jahren aus dem House of Commons aus.
Während seiner langjährigen Abgeordnetentätigkeit war er zu Beginn von 1979 bis 1980 Mitglied des Ausschusses für Schottland und im Anschluss bis 1984 Sprecher der oppositionellen Labour-Fraktion für Schottland sowie danach zwischen 1984 und 1988 Sprecher der Opposition für Verteidigung, Abrüstung und Rüstungskontrolle. Danach fungierte er von 1988 bis 1992 als Hauptsprecher der Opposition für Verteidigung sowie zwischen 1992 und 1995 als Oppositionssprecher für Energie. In diesen Funktionen war er jeweils Mitglied des Schattenkabinetts seiner Partei.
Anschließend war O’Neill von 1995 bis zum Ende seiner Parlamentszugehörigkeit 2005 Vorsitzender des Unterhausausschusses für Handel und Industrie.
Nach seinem Ausscheiden aus dem Unterhaus wurde O’Neill durch ein Letters Patent vom 14. Juni 2005 als Life Peer mit dem Titel Baron O’Neill of Clackmannan, of Clackmannan in Clackmannanshire, in den Adelsstand erhoben. Kurz darauf erfolgte seine Einführung (Introduction) als Mitglied des House of Lords. Des Weiteren fungierte er als Vorsitzender der Vereinigung der Nuklearindustrie.
Er starb Ende August 2020.